# Castel San Giorgio
Castel San Giorgio (Sangiòrgë in campano) è un comune italiano di 13 736 abitanti della provincia di Salerno in Campania.

## Geografia fisica
Il territorio di Castel San Giorgio confina con Nocera Inferiore, Roccapiemonte, Mercato San Severino, Siano e Sarno. Si estende nella media valle del Sarno tra le terre dell'Agro Nocerino Sarnese da un lato, e del sanseverinese e del montorese dall'altro.
I suoi rilievi montuosi sono: Montecastello (detto anche Monte Torello, 612 m), Monte o Collina di Sant'Apollinare (detto anche Monte di Santa Maria a Castello, 280 m), Cappella di Paterno (183 m), Monte San Michele (479 m) e Poggio Coviglia (o Monte Iulio o "Montagna del Drago", 623 m).
La rete idrografica superficiale è rappresentata dal corso del torrente Solofrana (presso il canale dei Mulini) che solca anche il territorio della confinante Roccapiemonte. A esso convergono diversi alvei, alcuni però prosciugati.
- Classificazione sismica: zona 2 (sismicità media), Ordinanza PCM. 3274 del 20/03/2003.
- Classificazione climatica: zona C, 1253 GG.

## Storia
Prima dell'Unità d'Italia si chiamava San Giorgio, e con decreto prefettizio del 4 gennaio 1863 fu aggiunto "Castel".
L'attuale territorio comunale era anticamente parte integrante della città di Nuceria Alfaterna. Nella sua antichissima unità territoriale ha visto, nel corso dei secoli momenti di grandissimo interesse storico e sociale.
Il territorio è parte della storia italiana perché è stato percorso da vicende belliche che partono dalle imprese di Annibale in Campania.
Quest'ultimo, comandante dell'esercito di Cartagine in lotta con Roma nelle guerre puniche, attraversò la "Montagna Spaccata" (da allora ridenominato "Passo dell'Orco", dal soprannome che fu affibbiato al sanguinoso Annibale) con i suoi soldati e con i suoi elefanti, e si riposò brevemente nella zona di Campomanfoli, attuale frazione di Castel San Giorgio, prima di mettere a ferro e fuoco Nuceria Alfaterna.
Castel San Giorgio fu parte del periodo romano (grazie alla riconoscenza del Senato romano per aver tentato stoicamente di arrestare Annibale). La Chiesa di San Salvatore, di Santa Barbara, il Castello, Santa Maria a Castello e tutta una serie di edifici antichi, provano lo splendore culturale e la storia di Castel San Giorgio.
Dai primi anni del XVI secolo è feudo della famiglia Villani di S.Severino, che verso il 1540 lo vendette a un de Santis. Il feudo è ancora di proprietà di questa famiglia alle soglie del XVII secolo.
Dal 1661 fu feudo della famiglia Sarno (in cui era confluita l'altra casata dei Prignano in quanto estintasi). Si ricorda la figura del barone Girolamo Sarno, intimo amico dell'allora viceré cardinale Antonio Zapata e convinto sostenitore dell'indipendenza del reame di Napoli dalle potenze europee del tempo. Grazie alle sue azioni si riuscì nel 1734 a ottenere l'agognata indipendenza con Carlo III. L'ultima intestazione di tale feudo risale al 9 settembre 1771 nella persona del barone Antonio Sarno.
Castel San Giorgio è stato al centro di ogni avvenimento che ha riguardato il territorio nocerino sarnese, proprio a causa della sua posizione "cerniera" tra l'Agro e l'Irno.
Passata la seconda guerra mondiale la cittadinanza ripartì da quell'economia locale basata su prodotti agricolo-conservieri e artigianato.
Da Castel San Giorgio alla fine dell'Ottocento e alla fine del secolo partirono non pochi scalpellini (soprattutto di Lanzara) e fabbri che hanno contribuito alla costruzione della diga di Assuan in Egitto.
Dal 1811 al 1860 è stato capoluogo dell'omonimo circondario appartenente al distretto di Salerno del regno delle Due Sicilie.
Dal 1860 al 1927, durante il regno d'Italia, è stato capoluogo dell'omonimo mandamento appartenente al circondario di Salerno.
Dal 2001 Castel San Giorgio adotta la "raccolta differenziata dei rifiuti" ed è uno dei cosiddetti Comuni Ricicloni, attestandosi tra i migliori comuni d'Italia.
Il 18 luglio 2013 nella sala convegni di Villa Calvanese vengono presentate per la prima volta in Italia le buste con codice identificativo associato a ogni utente. Questo progetto, ideato dall'assessore Michele Salvati, consentirà all'Ente di essere all'avanguardia nel settore.
Nel mese di febbraio del 2014 raggiunge il 77,70% di raccolta differenziata posizionandosi quale miglior comune italiano sotto i quindicimila abitanti.

### Simboli
Lo stemma e il gonfalone sono stati concessi con decreto del presidente della Repubblica del 6 novembre 2008.
Il gonfalone è un drappo di giallo con la bordatura di azzurro.
Lo stemma comunale ritrae san Giorgio a cavallo con lancia mentre colpisce un drago alato; lo sfondo recentemente è stato modificato con la parte superiore, con la torre d'oro, di azzurro, e la parte inferiore di rosso.

## Monumenti e luoghi d'interesse

### Architetture religiose

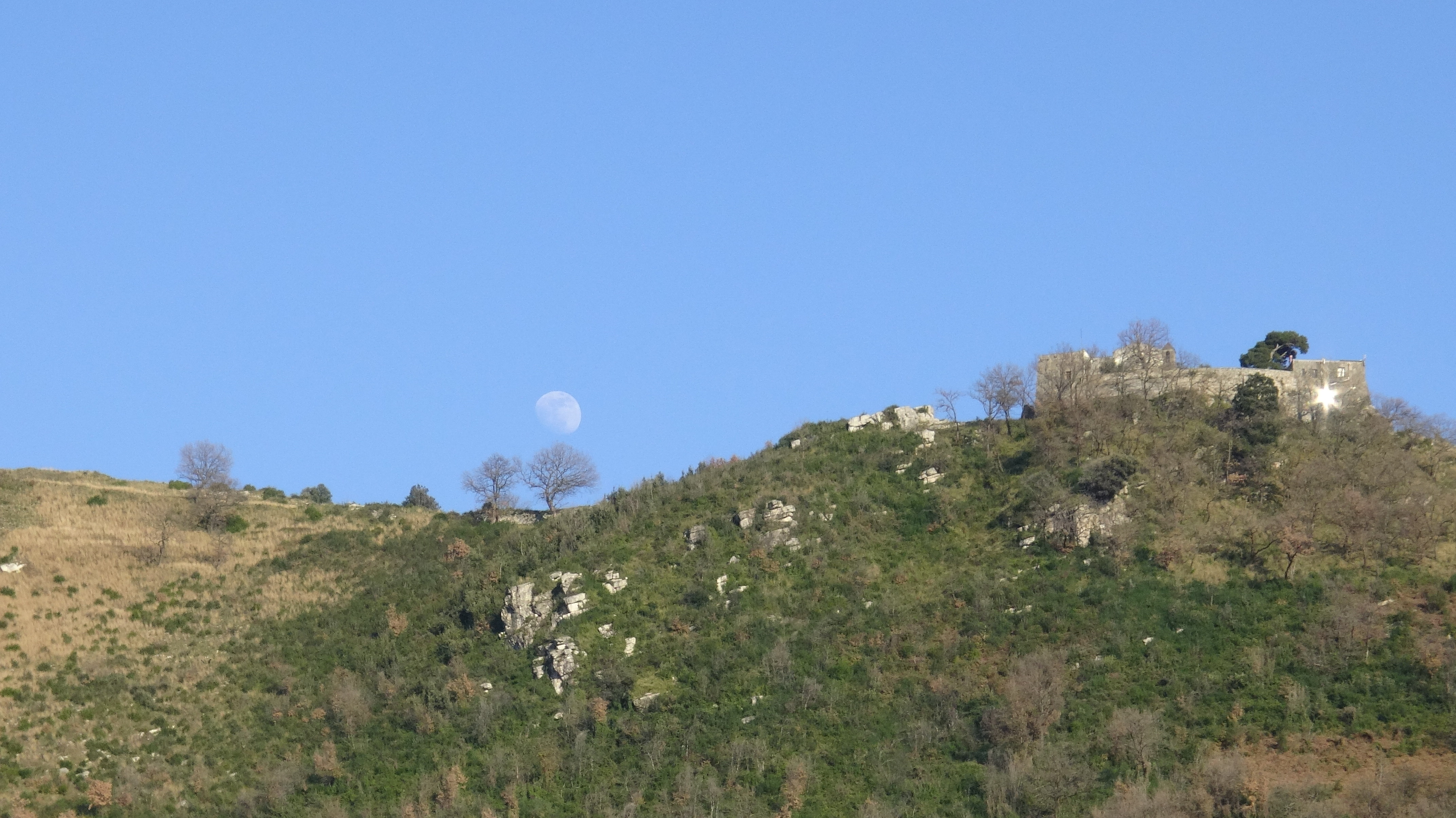
L'eremo di Santa Maria a Castello visto da Fiano.

- Chiesa del Salvatore: situata nella frazione di Aiello, è menzionata in un documento del 986. Essa è di semplice fattura, chiusa da una corte e posizionata su una collinetta. Più volte distrutta e sempre ricostruita, conserva una tavola raffigurante la Madonna di Loreto, attribuita all'artista partenopeo Leonardo Castellano e datata al 1588. Vi si tiene la "Festa d'agosto".
- Chiesa di Santa Barbara: risale all'XI secolo ed è stata recentemente restaurata. Si trova nella frazione di Torello, alle pendici del Monte Lungo. Appartata, è preceduta da una lunga scala, circondata dalle montagne e affiancata da una vasta radura.
- Monastero delle Suore Crocifisse Adoratrici dell'Eucaristia: è l'originaria dimora del feudatario poi trasformata in Convento per volontà del barone de Sanctis nel 1712. Composto da circa quaranta stanze, è protetto da elevati muri in pietra che lo circondano. Nella sua storia ha ospitato dapprima religiose provenienti perlopiù dalle famiglie nobili del circondario, prima di essere chiuso dalle Leggi di soppressione del 1866. Passò al Demanio prima di essere acquistato da madre Maria Pia della Croce-Notari che fu fondatrice delle suore Crocifisse Adoratrici dell'Eucaristia, per essere adibito anche e per qualche tempo ad "educandato" per "giovinette di civile condizione". Nel complesso ha adempiuto all'ufficio religioso anche la Beata Maria della Passione che proprio a Castel San Giorgio ebbe i primi fenomeni mistici. Il Monastero è adiacente alla chiesa di Santa Maria delle Grazie e alla Congrega dell'Immacolata Concezione.
- Santuario di Santa Maria a Castello: detto anche Castello di Trivio, si trova sulla collina di Sant'Apollinare nella frazione di Trivio. Si trova in posizione panoramica sull'intero agro nocerino sarnese, con una vista che arriva fino a Pompei e alle isola d'Ischia e di Capri. Si tratta di una fortezza di origine longobarda, all'interno della quale venne costruita una chiesa intorno al 1300. Oggetto di varie contese politico-religiose, il Santuario è di proprietà della Parrocchia di Lanzara e grazie al suo Rettore Don Roco Aliberti, oggi accoglie migliaia di fedeli.

### Architetture civili
- Palazzo Conforti ex Sarnelli, oggi Villa Soglia: è un'antica residenza nobiliare appartenuta alla famiglia baronale Sarnelli e alla famiglia Cuomo in cui confluì per parentela l'estintasi famiglia Sarno-Prignano, difatti la famiglia Sarnelli aggiunse al proprio stemma quello dei Prignano oggi trasformata in albergo, su consiglio di Bruno Cuomo. È circondato da circa tre ettari di parco su tre livelli, e si trova nella zona di Cortedomini.
- Villa Calvanese: è situata nella zona pedemontana della frazione di Lanzara. Realizzata da architetti di scuola vanvitelliana, è stata acquistata dal Comune ed è oggi sede culturale. Essa è circondata da un ettaro e mezzo di parco "all'inglese", e in passato era frequentata dalla aristocrazia partenopea. Dal 1968 al 1992-93 l'edificio storico ha ospitato la Scuola media inferiore. Altra caratteristica rilevante è la fontana che si trova all'entrata del parco che fu scoperta per caso o per volere divino, perché di fatto fu scavata da alcune galline. Da quel momento le Autorità ordinarono il recupero dell'incantevole scultura dal terreno che la sovrastava da anni.

### Architetture militari

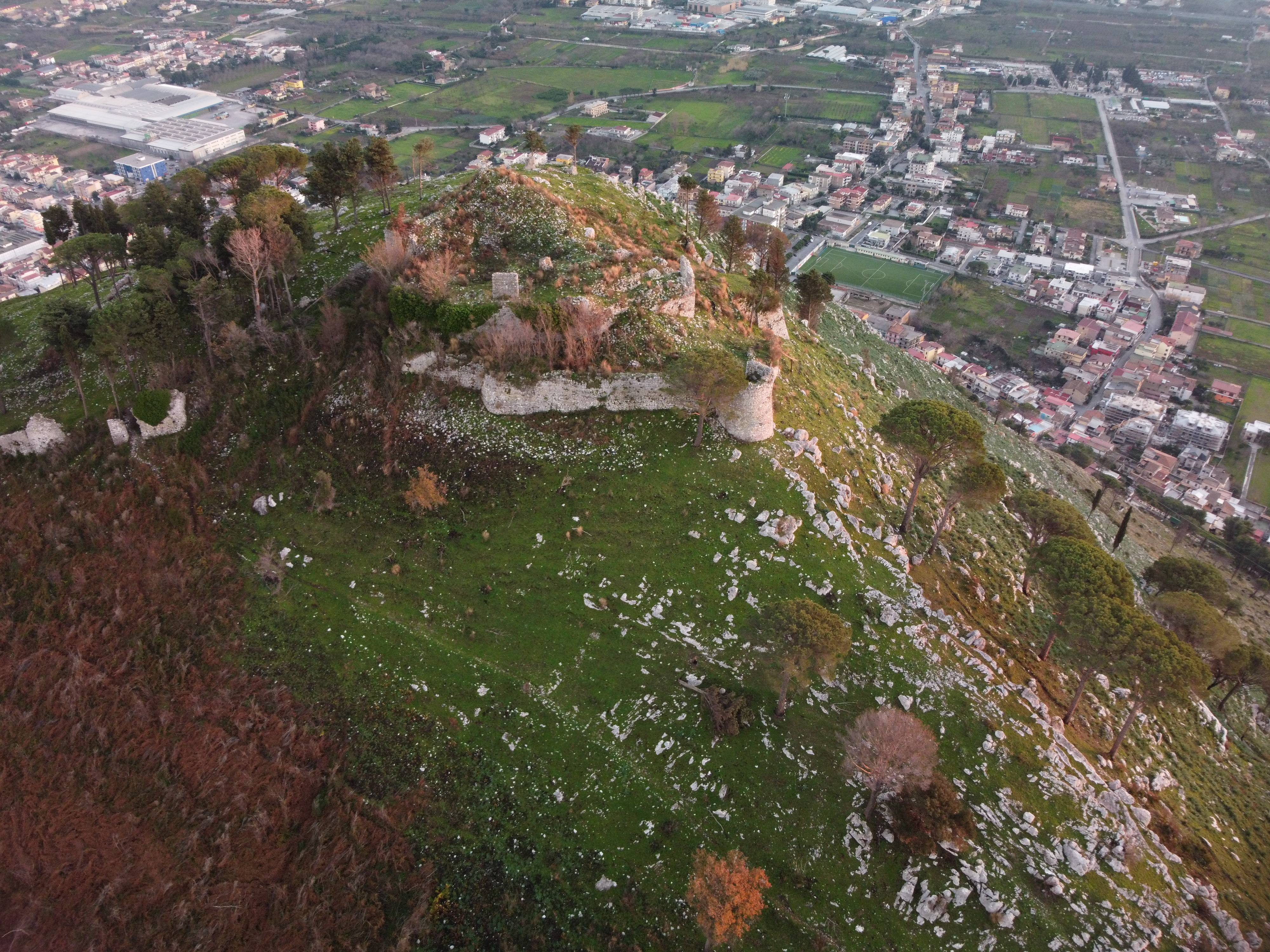

- Il Castello, detto anche Castello di San Giorgio, si trova in vetta alla montagna pietrosa (Montecastello) che ne accoglie i ruderi. Edificato probabilmente intorno al XII secolo, è circondato da tre cinte murarie scandite da torrette quadrangolari di epoca normanna. Una torre tonda e gli spazi annessi, invece, testimoniano i rifacimenti successivi. Esso "veglia" sul Monastero delle suore e su quella sorta di "cittadella religiosa" che concerne il centro storico sangiorgese, anche se il Castello è raggiungibile con minori difficoltà dalla frazione di Torello mediante Via Cupa delle Selve, un antico sentiero.

### Altro
- Galleria Borbonica: è il primo tunnel ferroviario d'Italia e fu voluto dai Borbone nei pressi della "Montagna spaccata" (o "Passo dell'Orco") per collegare la via pedemontana nella valle del Sarno con quella di San Severino. Fu inaugurata nel 1861, e si trova nella frazione di Trivio.
- I pendini e i vicoli: non solo nel centro storico, Castel San Giorgio è caratterizzata da vicoli, stradine, salite a gradoni (i cosiddetti pendini) abbarbicati fino alla montagna. Particolarmente interessante è il "1° pendino Lombardi", dominato da un tempietto con un realistico Crocifisso, il quale conduce sino a una sorta di "cittadella religiosa" formata dalla chiesa di Santa Maria delle Grazie, dalla Congrega dell'Immacolata Concezione e dal monastero delle Suore Crocifisse Adoratrici dell'Eucaristia. Sempre nel centro storico, sono di rilievo i vicoli di Casa Izzo. Caratteristici vicoli poi si trovano soprattutto nella frazione di Lanzara ("vicolo degli Scalpellini" e "vicolo Setteventi"), ma anche in altre frazioni, soprattutto Monticelli attualmente denominata Castelluccio, la quale vanta antichi portoni sia di signori proprietari sia di contadini.

## Società

### Evoluzione demografica
Abitanti censiti

### Religione
La maggioranza della popolazione è di religione cristiana di rito cattolico; il comune appartiene all'arcidiocesi di Salerno-Campagna-Acerno.

## Cultura
A Castel San Giorgio, grazie a un protocollo d'intesa promosso dall'Assessorato alla Cultura, tra ottobre e novembre 2011, sono state girate la maggior parte delle scene del film Fallo per papà. In particolare, la scena finale è ambientata in Piazza della Concordia, dove per l'occasione è stata anticipata l'accensione delle tradizionali luminarie natalizie e dell'albero di Natale, alto oltre 13 metri e illuminato da 20 000 led.

## Geografia antropica

### Frazioni
Secondo quanto stabilito dal nuovo Statuto, il Comune di Castel San Giorgio comprende le seguenti frazioni: San Giorgio-Capoluogo, Aiello, Campomanfoli, Casalnuovo/Taverna, Castelluccio Cortedomini, Fimiani, Lanzara, Santa Croce, Santa Maria a Favore, Torello e Trivio. Tradizionalmente il territorio si considera suddiviso in Castel San Giorgio "di sopra" con le frazioni di Aiello, Campomanfoli, Cortedomini, Santa Maria a Favore Santa Croce e Torello e "di sotto" con le frazioni di Casalnuovo/Taverna, Castelluccio, Fimiani, Lanzara e Trivio.

## Economia
Castel San Giorgio è un centro agricolo, commerciale e artigianale e sede di industrie conserviere, che vanno a rappresentare una delle principali attività produttive, insieme a quella dei materiali da costruzione.

## Infrastrutture e trasporti

### Strade
Il comune è attraversato dalla Strada Regionale 266 ex SS266 Nocerina, che lo collega al centro di Nocera Inferiore e all'Autostrada A3 (Napoli-Reggio Calabria). A Castel San Giorgio vi è inoltre un'uscita dell'Autostrada A30 (Caserta-Salerno).
Le strade provinciali sono:
- Strada Provinciale 22 Castel San Giorgio-Siano-Bracigliano
- Strada Provinciale 104 Roccapiemonte-Castel San Giorgio
- Strada Provinciale 114 Materdomini-Lanzara
- Strada Provinciale 207 Circumvallazione di Castel San Giorgio
- Strada Provinciale 208 SP 104-Roccapiemonte-Cimitero di Castel San Giorgio-Fimiani-SP 114-Castelluccio-Trivio SS 267
- Strada Provinciale 238 Innesto SS 266-Aiello-Campomanfoli-SP 22 (Bivio Torello)-Siano
- Strada Provinciale 280 S.Potito-Casali-Codola vecchia-Innesto SS 18 (Nocera)-Castel S.Giorgio
- Strada Provinciale 303 Roccapiemonte-Fimiani
- Strada Provinciale 321 Innesto SP 22-Torello di Castel San Giorgio
- Strada Provinciale 322 Fimiani-Stazione di Codola
- Strada Provinciale 337 S.Maria a Favore-Piazza del Galdo
- Strada Provinciale 435 Innesto SP 22-Innesto ex SS 266-Innesto via di penetrazione A.Captano
- Strada Provinciale 436 Innesto SP 322-Innesto ex SS 266-(via Livatino)
- Strada Provinciale 437 Innesto SP 104-Innesto SP 337 (via S. Pertini)

### Ferrovie
Nel territorio comunale sono presenti le tre stazioni di Castel San Giorgio-Roccapiemonte, Codola e Lanzara-Fimiani.

## Amministrazione

### Sindaci
| Periodo          | Periodo          | Primo cittadino      | Partito                                     | Carica                    | Note |
| ---------------- | ---------------- | -------------------- | ------------------------------------------- | ------------------------- | ---- |
| 23 aprile 1995   | 13 giugno 1999   | Giuseppe Alfano      |                                             | Sindaco                   |      |
| 13 giugno 1999   | 12 giugno 2004   | Giuseppe Alfano      |                                             | Sindaco                   |      |
| 13 giugno 2004   | 15 dicembre 2004 | Andrea Donato        | lista civica                                | Sindaco                   |      |
| 15 dicembre 2004 | 3 aprile 2005    | Marisa Di Vito       |                                             | commissario straordinario |      |
| 4 aprile 2005    | 28 marzo 2010    | Andrea Donato        | lista civica                                | Sindaco                   |      |
| 29 marzo 2010    | 31 maggio 2015   | Francesco Longanella | lista civica                                | Sindaco                   |      |
| 31 maggio 2015   | 9 giugno 2016    | Pasquale Sammartino  | lista civica Castel San Giorgio bene comune | Sindaco                   |      |
| 9 giugno 2016    | 11 giugno 2017   | Roberto Amantea      |                                             | commissario straordinario |      |
| 11 giugno 2017   | 13 giugno 2022   | Paola Lanzara        | lista civica Impegno civico                 | Sindaco                   |      |
| 13 giugno 2022   | in carica        | Paola Lanzara        | lista civica Impegno civico                 | Sindaco                   |      |

### Gemellaggi
- Mella
- Ischia
- Šmartno pri Litiji

### Altre informazioni amministrative
Il comune fa parte dell'Unione dei Comuni Valle dell'Orco.
La gestione del ciclo dell'acqua è affidato all'ATO 3 Sarnese Vesuviano.

## Sport
- Asd Rossoblu Castel San Giorgio, squadra di calcio militante in Eccellenza Campania
- Handball Genea Lanzara 2012, squadra di pallamano maschile, militante in Serie A2
- Asd Pro Sangiorgese, squadra di calcio militante in Prima Categoria